# رباط مدور للكبد
الرباط المدور للكبد(1) هو بقايا الوريد السري الموجود في الحافة الحرة للرباط المنجلي للكبد. يقسم الرباط المدور الجزء الأيسر من الكبد إلى قسمين وسطي وجانبي.
نظرًا لأن الرباط المدور هو بقايا الوريد السري الجنيني، فهو موجود فقط في الثدييات المشيمية. بعد ولادة الطفل، يتحلل الوريد السري إلى نسيج ليفي، وهذا بدوره يشكل الرباط المدور.في مرحلة البلوغ، تظل الأوردة الصغيرة المجاورة للسرة في مادة الرباط. تعمل هذه كمفاغرة بوابية أجوفية مهمة في ارتفاع ضغط الدم البابي الحاد، مما يؤدي إلى رأس الميدوزا (توسع الأوردة حول السرة). 
ينغرس الوريد السري/الرباط المدور حول السرة، ويُعد علامةً تشريحيةً مهمة للسطح الداخلي لجدار البطن الأمامي.

## صور إضافية

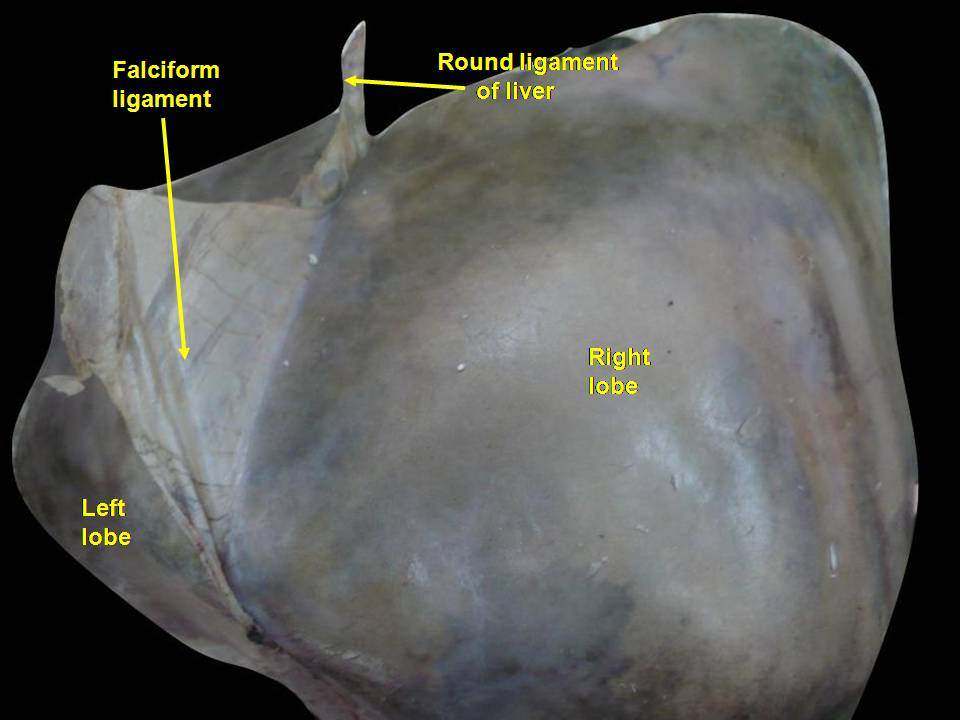
الرباط المدور على السطح العلوي للكبد.

## الهوامش
- «1»: الرباط المدور (بالإنجليزية: ligamentum teres)‏[11] أو الرباط المدور الكبدي (بالإنجليزية: ligamentum teres hepatis)‏[12]أو الرباط السري الكبدي[13] أو الرباط الكبدي المدور (بالإنجليزية: round ligament of liver)‏[13]

## روابط خارجية
- صور تشريحية:38:12-0106 في مركز داونستيت الطبي التابع لجامعة نيويورك - "المعدة والطحال والكبد: السطح الحشوي للكبد"
- صور تشريحيَّة:7819 على موقع مركز سوني دونستات الطبي.
- نظرة عامة على ucc.edu
- رسم توضيحي لتشريح الكبد بما في ذلك الأربطة والهياكل